# Peucedanum parisiense
Peucedanum parisiense är en flockblommig växtart som beskrevs av J.St.-hil. Peucedanum parisiense ingår i släktet siljor, och familjen flockblommiga växter. Inga underarter finns listade i Catalogue of Life.